# Iván II de Rusia
Iván II (30 de marzo de 1326 — 13 de noviembre de 1359) fue el segundo hijo de Iván Kalitá que sucedió a su hermano Simeón el Orgulloso, quien murió por la peste negra, como Gran Príncipe de Moscú y de Vladímir en 1353. Hasta esa fecha, había gobernado las ciudades de Ruza y Zvenígorod. En español también se lo conocía como Juan II de Rusia.

## Reinado
Al suceder a su hermano y debido al incremento de las luchas civiles en la Horda de Oro, Iván jugó brevemente con la idea de abandonar la tradicional lealtad de Moscú a los mongoles y aliarse con Lituania, una potencia creciente en el oeste. Esta política fue rápidamente abandonada e Iván mantuvo su lealtad a la Horda de Oro.
Autores contemporáneos describieron a Iván como un gobernante pacífico y apático que no se inmutó incluso cuando Algirdas de Lituania capturó la capital de su suegro, Briansk. También permitió a Oleg de Riazán quemar las aldeas de su territorio; sin embargo, clérigos ortodoxos le ayudaron a consolidar su poder. Recibió mucha ayuda de Alejo, metropolitano de Moscú. Al igual que su hermano, Iván II no fue tan exitoso como su padre o abuelo en cuanto a la expansión territorial. No obstante, pudo anexar zonas del suroeste de Moscú, en particular Bórovsk y Vereyá.

## Matrimonio e hijos
Ivan se casó dos veces. En 1341, se casó con su primera esposa Feodosia Dmítrievna de Briansk, quien era una hija de Dmitri Románovich, príncipe de Briansk; sin embargo, ella murió sin hijos en el otoño de 1342.
Iván se mantuvo viudo durante tres años. En 1345, Iván se casó con su segunda esposa Aleksandra Ivánovna Velyamínova (Alexandra Velyaminova), quien era una hija de Vasili Velyamínov, un alcalde de Moscú. Tuvo por lo menos cuatro hijos:
- Dmitri Donskói (12 de octubre de 1350 - 19 de mayo de 1389). Su sucesor en el Gran Ducado de Moscú.

- Liuba Ivánovna. Asumió el nombre de "Anna", a raíz de su matrimonio con Dmitri Mijáilovich, príncipe de Volinia. Su esposo era un hijo de Karijotas.

- Iván Ivánovich, el Príncipe de Zvenígorod (c. 1356 - octubre de 1364).

- María Ivánovna.

Está enterrado en el Panteón de los zares en la Catedral del Arcángel Miguel en el recinto del Kremlin de Moscú.